# Jan Wellens de Cock

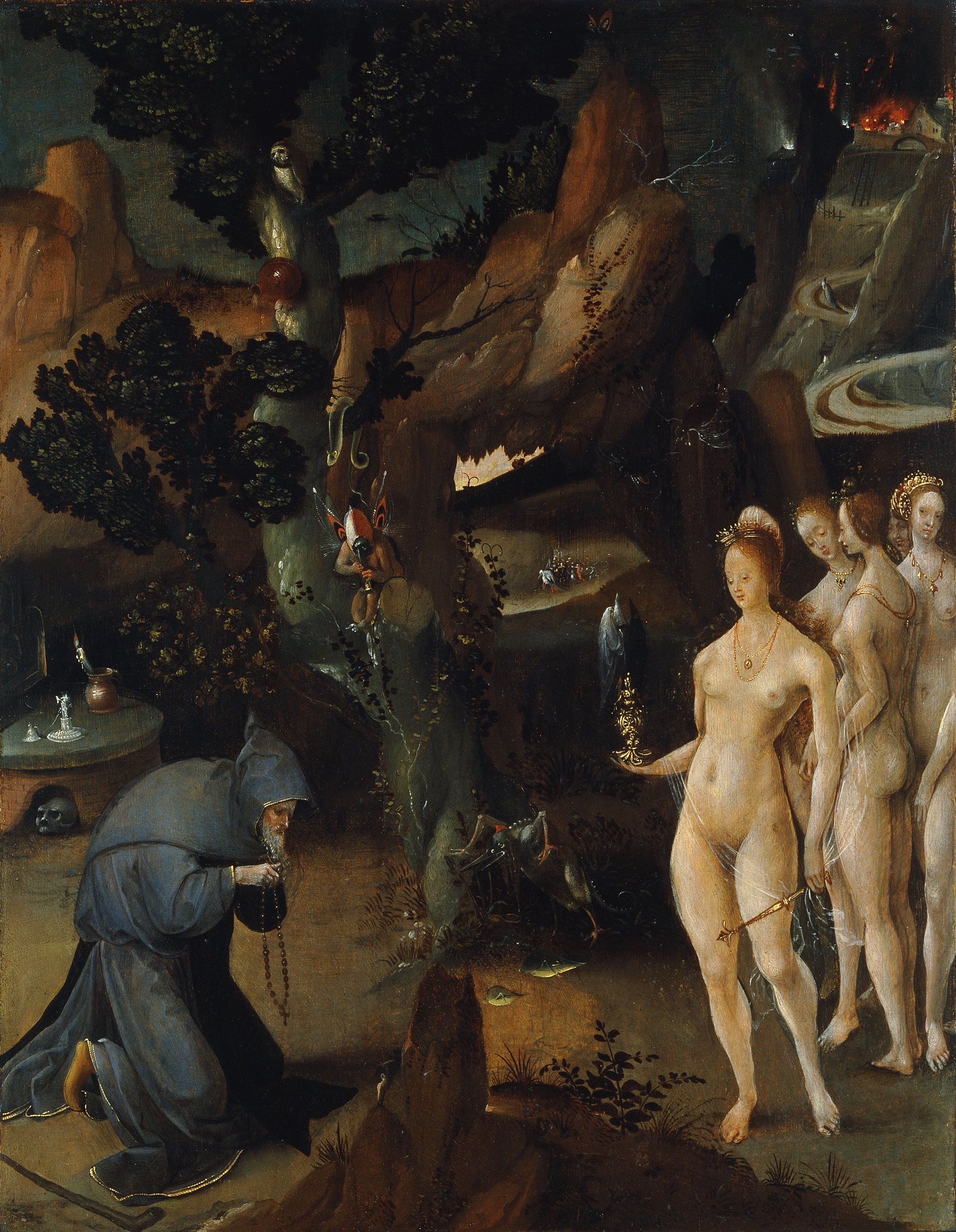
Toegeschreven aan Jan Wellens de Cock. De verzoeking van de heilige Antonius. Madrid, Museo Thyssen-Bornemisza

Jan Wellens de Cock (Leiden (?), ca. 1470 – Antwerpen (?), 1521) was een Zuid-Nederlands schilder, tekenaar en graveur behorend tot de groep Antwerpse maniëristen. Hij wordt gezien als een van de eerste navolgers van de schilder Jheronimus Bosch.

## Leven
Wellens de Cock wordt door sommige auteurs geïdentificeerd met Jan van Leyen, die in 1503-1504 in Antwerpen meester-schilder werd. Men houdt er dan ook rekening mee dat De Cock in Leiden geboren werd en zich later in Antwerpen vestigde. Op 6 augustus 1502 trouwde hij met Clara, dochter van Peter van Beeringen. In 1506 wordt hij genoemd in de archieven van het Antwerpse Sint-Lucasgilde, toen hij een zekere Loduwyck accepteerde als leerling. In 1516 werd hij leraar van Wouter Key, broer van Willem Key, waar echter geen enkel werk van bekend is. De Cock had twee zoons: de landschapschilder Matthijs Cock (geboren ca. 1510) en de graveur en uitgever Hieronymus Cock (geboren 1518).

## Werk
De Cocks oeuvre is zeer speculatief. Geen enkel werk kan met zekerheid aan hem toegeschreven worden. De werken die aan hem toegeschreven worden behoren allemaal tot die van de school van de Antwerpse maniëristen en zijn beïnvloed door Jheronimus Bosch.

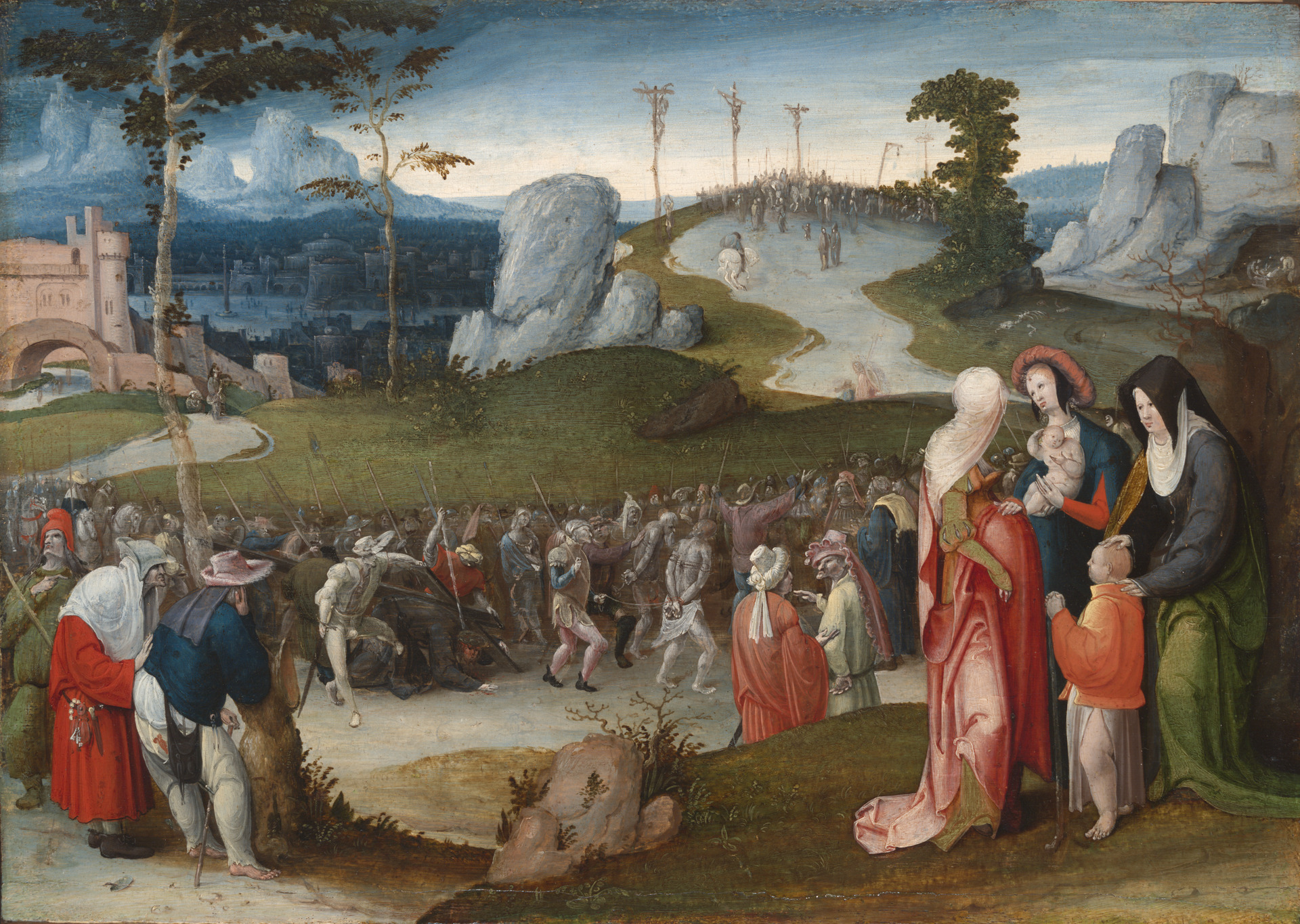
De processie naar Golgotha
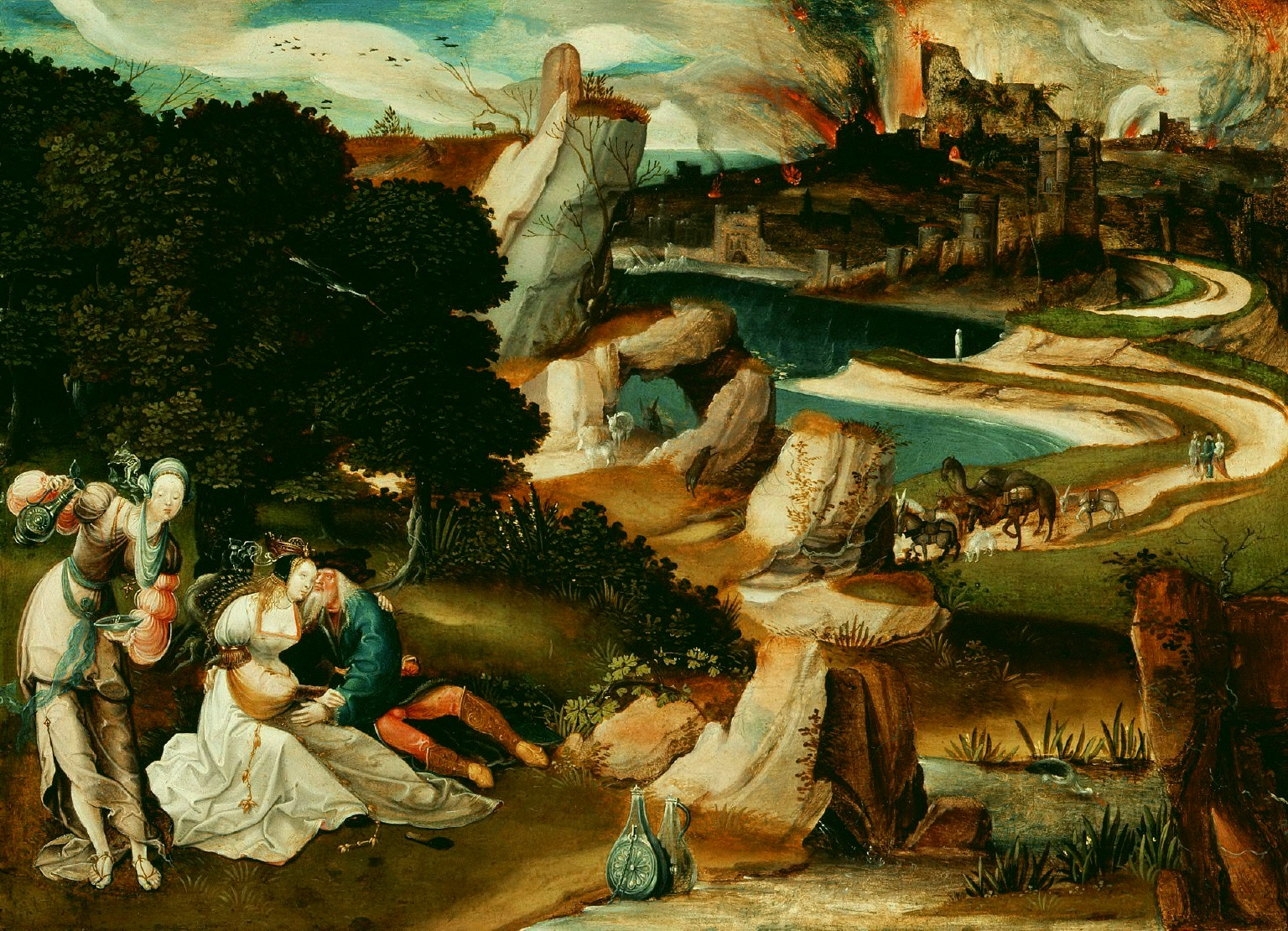
Lot en zijn dochters
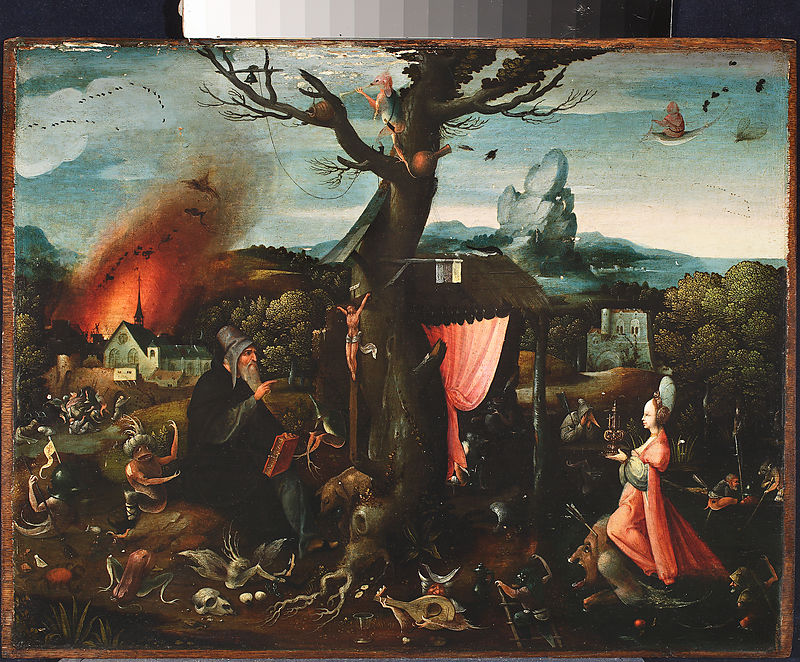
De verzoeking van de heilige Antonius
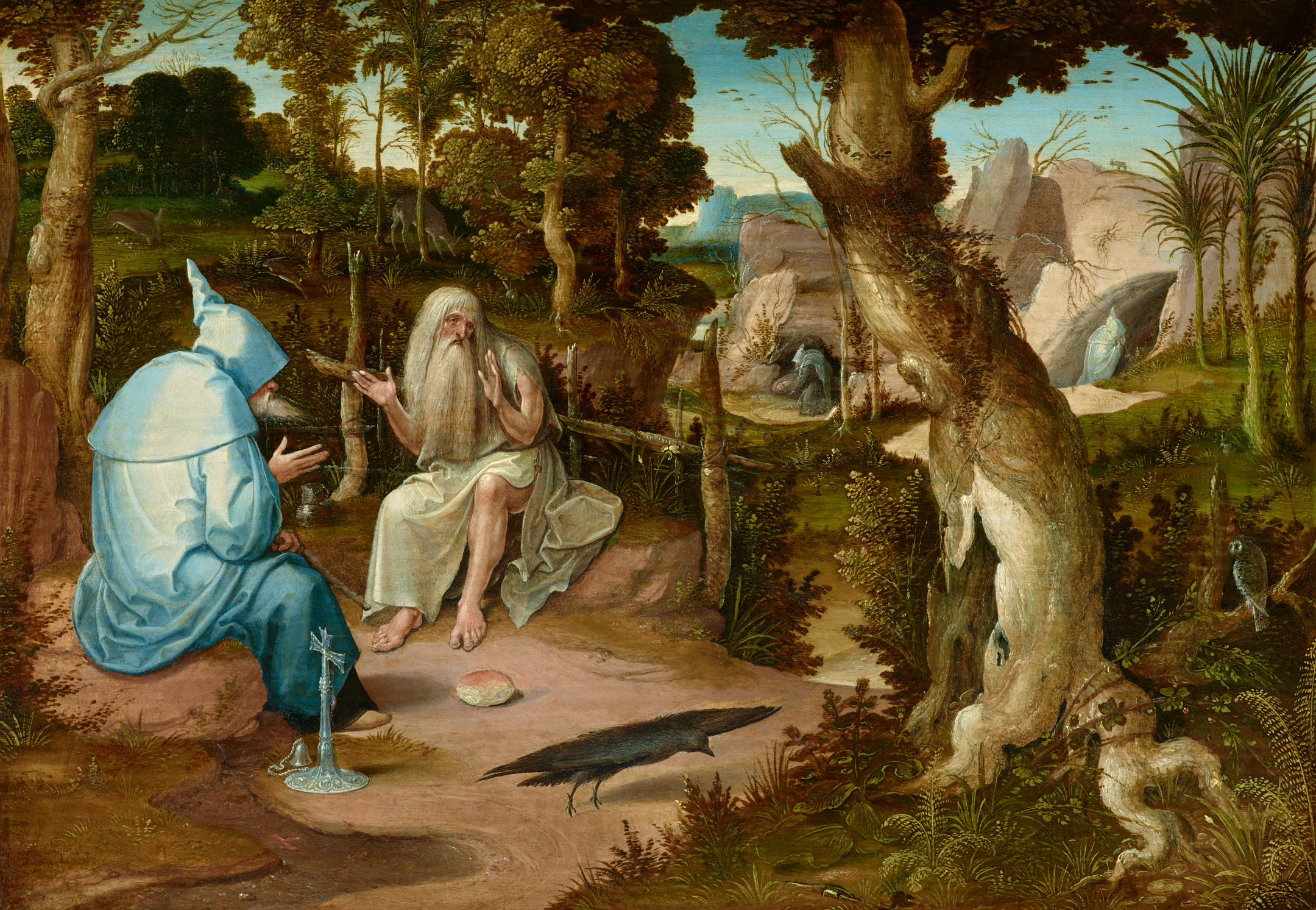
De heilige kluizenaars Antonius en Paulus in de woestijn

- Bibliothèque nationale de France: cb16210580d (data)
- Biografisch Portaal: 91593734
- Gemeinsame Normdatei: 129977497
- International Standard Name Identifier: 0000 0000 1752 2180
- Library of Congress Control Number: no2009076424
- RKD-Nederlands Instituut voor Kunstgeschiedenis: 17407
- Système universitaire de documentation: 140416374
- Union List of Artist Names: 500115371
- Virtual International Authority File: 88518202
- WorldCat: E39PCjtrkCjX9pkpfVFrYYBtXb